# Jean-François Montauriol
Jean-François Dino Aimé Montauriol (Muret, 21 marzo 1983) è un rugbista a 15 franco-italiano, internazionale per l'Italia, il cui ruolo è quello di seconda linea.

## Biografia
Nato a Tolosa da padre francese e madre italiana la cui famiglia è originaria del Friuli, Montauriol crebbe nel club locale con il quale esordì nel Top 14 nel 2003.
Con il club francese Montauriol vinse il titolo nazionale nel 2008; presente in Heineken Cup fin dal 2003, non prese tuttavia parte alla competizione che il Tolosa vinse nel 2005.
Nell'estate del 2008 si trasferì al Veneziamestre e, contestualmente, scelse di appartenere alla Federazione italiana; in ottobre fu convocato in Nazionale A e, nel gennaio 2009, fu inserito dal C.T. della Nazionale maggiore Nick Mallett nella rosa per il Sei Nazioni, nel quale debuttò nel corso dell'incontro d'esordio dell'Italia contro l'Inghilterra a Twickenham.
Successivamente prese parte al tour di metà anno in Australasia, disputando uno dei due incontri previsti contro gli Wallabies.
Nel 2010 fu ingaggiato da Rovigo in cui rimase cinque stagioni, al termine delle quali si trasferì al Benetton con cui disputò due stagioni di Top12 dal 2015 e quella 2017.
Nel 2017 fu di nuovo nel campionato italiano a Firenze nel neonato club I Medicei e, successivamente, a Verona.

## Palmarès
- Campionati francesi: 1
Tolosa: 2007-08